# دهستان برزرود
دهستان برزرود نام دهستانی در بخش مرکزی شهرستان نطنز، استان اصفهان است. براساس سرشماری عمومی نفوس و مسکن ۱۳۹۵، جمعیت آن ۱۵۱۰ نفر (۷۱۰ خانوار) بوده‌است.
این دهستان در غرب نطنز واقع شده است و راه دسترسی به آن از طریق جاده قدیم نطنز-کاشان میسر است.